# Dynamic Duo
Dynamic Duo (em coreano: 다이나믹듀오) é um duo de hip hop sul-coreano que consiste dos rappers Choiza e Gaeko. Eles chegaram à fama com o seu álbum de estreia em 2004, "Taxi Driver" que se tornou o álbum de hip-hop coreano mais vendido de todos os tempos. Eles são assinados sob Amoeba Culture, uma gravadora de hip hop que fundaram em 2006.

## História

### Carreira
Choiza e Gaeko foram amigos desde a infância e estrearam em 1999 com o trio de hip hop "CB Mass". O grupo lançou três álbuns antes de se separar em 2003, depois que foi descoberto que o terceiro membro da CB Mass estava roubando dinheiro do grupo.
Dynamic Duo estreou no ano seguinte com o álbum, "Taxi Driver". Tornou-se o álbum de hip-hop mais vendido na Coreia do Sul, com vendas de 50.000 cópias no primeiro mês após seu lançamento. Seu segundo álbum "Double Dynamite" de 2005, ganhou o "Best Hip Hop Album" no Korean Music Awards 2006.
Depois de estabelecer a gravadora de hip hop "Amoeba Culture" em 2006, Dynamic Duo lançou seu terceiro álbum "Enlightened" em 2007. Naquele ano, eles também ganharam o "Best Music Video" no MAMA pela sua música, "Attendance Check". Antes de serem despachados, ambos receberam treinamento militar básico no mesmo acampamento em Uijeongbu, na província de Gyeonggi-do e foram lançados mais dois álbuns, "Last Days" de 2008 e "Band of Dynamic Brothers" de 2009, antes que Choiza e Gaeko começassem seu serviço militar obrigatório.
Choiza e Gaeko também produziram e gravaram individualmente seus próprios singles através do projeto "NOWorkend" - uma série de singles que saiu de sua gravadora Amoeba Culture representando músicas dos artistas da gravadora que mostra um lado completamente diferente de seus fãs.
Em 2013, seu 7º álbum de longa-metragem intitulado "Lucky Numbers" estava programado para lançamento em julho. O álbum contou com artistas como Hyolyn do SISTAR, Primary, Zion.T e Supreme Team. 
Seu 8º álbum, "Grand Carnival" foi lançado em novembro de 2015.

## Discografia

### Álbuns
| Título                   | Detalhes do álbum                                                | Lista de faixas | Melhor posição |
| Título                   | Detalhes do álbum                                                | Lista de faixas | KOR            |
| ------------------------ | ---------------------------------------------------------------- | --- | -------------- |
| Taxi Driver              | - Lançamento: 17 de maio de 2004 - Gravadora: EMI                | Track listing 1. 이력서 (Resume) 2. Taxi Driver Interlude 1 3. 두남자 (Two Men) (feat. Brown Eyed Soul (band)) 4. 실례합니다 (Excuse Me) (feat. DJ Wrecks, Tablo) 5. Pride (feat. The Name, Double K, Verbal Jint) 6. Taxi Driver Interlude 2 7. 신나? 우리가 누구? (Excited? Who are we?) (feat. Lisa) 8. Skit 9. 사랑하면 버려야 할 아까운 것들 (feat. 성훈 of Brown Eyed soul) 10. Superstar (Behind the Scene) (feat. Tiger JK, sean2slow, DJ Tukutz) 11. 비극 Part 1 (Tragedy Part 1) (feat. k.o.d) 12. 무인도 (Desert Island) (feat. Lazy) 13. 불면증 (Insomnia) (feat. Bobby Kim) 14. Ring My Bell (feat. 나얼 of Brown Eyed Soul) 15. 우리는 바보 (Shake ya 엉덩 to da 이) 16. My World (feat. Yankie of TBNY) 17. Outro 18. Candy (feat. Brown Eyed Soul) | N/A            |
| Double Dynamite          | - Lançado em: 26 de outubro de 2005 - Gravadora: CJ E&M          | Track listing 1. Intro 2. 고백 (Go Back) (feat. 정인) 3. 합죽이가 됩시다 합! (Stop!) 4. 덩덕쿵 (Retire) 5. 아무도 모르게 (What's Going On) 6. Let's Go 7. It's Alright (feat. Jeon Je-doek) 8. 시큰둥 (Funk the World) (feat.Lee Joek) 9. 너나 잘하세요 (Fuck you) 10. Skit 11. 서커스 (Circus) 12. Love Is (feat. T) 13. 파도 (I Know) (feat. Paloalto) 14. 그림자 (Shadow) 15. 나쁜소식 (Bad News is Coming) (feat. BMK) 16. 덩덕쿵 (Retire) (feat. The Quiett) 17. Sad Cafe (Fractal Robotic Duo Remix) | N/A            |
| Enlightened              | - Lançamento: 30 de maio de 2007 - Gravadora: Amoeba Culture     | Track listing 1. 다시 쓰는 이력서 2. 해적 (feat. YDG) 3. Dream (feat. Bada) 4. 그래서 난 미쳤다 (feat. 박정은, Dave Lopez For Flipsyde) 5. 지구본 뮤직 (feat. Kero One) 6. 동전 한 닢 7. 절망하지 맙시다 (Interlude) 8. 절망하지 맙시다 (feat. 아롬 For Bubble Sisters) 9. 출첵 (feat. 나얼 of Brown Eyed Soul) 10. 살인자의 몽타주 11. 독재자 (feat. Sixpoint) 12. Happy Day (feat. Heritage) 13. 복잡해 14. 그 남자 그 여자의 사정 (feat. Bobby Kim) 15. U-turn (feat. Verbal Jint) | N/A            |
| Last Days                | - Lançado em: 21 de agosto de 2008 - Gravadora: Amoeba Culture   | Track listing 1. Intro: Last days (feat. MYK) 2. 길을막지마 3. Solo (feat. Alex) 4. 어머니의 된장국 (feat. Ra.D) 5. Trust Me (feat. Supreme Team) 6. 해변의 Girl (feat. Park Jin Young) 7. Make Up Sex 8. You Back (feat. 0C.D) 9. Good Love (feat. BSK) 10. Don't Say Goodbye (feat. J) 11. Give Me the Light 12. 들쥐떼들 13. 아버지 (feat. Ra.D) 14. 숨 (feat. Sean2Slow) | N/A            |
| Band of Dynamic Brothers | - Lançado em: 7 de outubro de 2009 - Gravadora: Amoeba Culture   | Track listing 1. 그림에 떡 2. 돈이 다가 아니야 (feat. Kang San Ae) 3. 두꺼비집 (feat. 0CD) 4. 잔돈은 됐어요 (feat. Gary & Bumkey) 5. 죽일 놈 (Guilty) 6. 왜 벌써가 (feat. Bumkey) 7. Biggestmagicalvision 8. 불꽃놀이 9. 사우나 (feat. E-Sens) 10. 월광증 (feat. Simon Dominic) 11. 퉁 되는 Brothers (The Toong Brothers) (feat. TopBob) 12. Ugly 13. 끝 14. 청춘 (feat. Kim-C) | N/A            |
| Digilog 1/2              | - Lançamento: 23 de novembro de 2011 - Gravadora: Amoeba Culture | Track listing 1. Digilog (Intro) 2. 살발해 (Forever Young) (feat. Beenzino) 3. 해뜰때까지만 (Girl) 4. 사선에서 (In The Line Of Fire) (feat. Mad Soul Child) 5. 막잔하고 나갈게 (Lost One) 6. 수면장애 (Sleep Disorder) 7. 불타는 금요일 (Friday Night) 8. Precious Love (feat. Jinbo) 9. 남자로서 (Great Expectation) | 6              |
| Digilog 2/2              | - Lançado em: 4 de janeiro de 2012 - Gravadora: Amoeba Culture   | Track listing 1. 확가게 (Go Hard) 2. 제끼자 (Check This Out) (feat. Yankie & Yabul) 3. 거기서거기 (Without You) 4. 혹으로 알아 5. 오해 (feat. Simon Dominic & HangZoo) | 1              |
| Lucky Numbers            | - Lançamento: 1 de julho de 2013 - Gravadora: Amoeba Culture     | Track listing 1. 진격의 거인 둘 (Return Of The Kings) 2. 쌔끈해 (Three Dopeboyz) (feat. Zion.T) 3. Skit #1 4. 거품 안 넘치게 따라줘 (Life Is Good) (feat. Crush & DJ Friz) 5. Baaam (feat. Muzie) 6. Airplane Mode (feat. Juhan, Haewon, & Simon) 7. 만루홈런 (feat. Supreme Team & DJ Friz) 8. 슛 골인 (Shoot, Goal In) 9. 날개뼈 (Hot Wings) (feat. Hyolyn) 10. 아침사랑 (Good Morning Love) 11. 비극 Pt.2 (Tragedy Pt.2) 12. 범죄야 범죄 Crime Scene (feat. Jung Jaeil) 13. 가끔씩 오래 보자 | 2              |
| Grand Carnival           | - Lançamento: 17 de novembro de 2015 - Gravadora: Amoeba Culture | Track listing 1. 옥상에서 2. 요즘어때? (How You Doin') (feat. Dean) 3. J.O.T.S. (feat. Nafla) 4. 타이틀곡 (Title Song) (feat. Verbal Jint) 5. 꿀잼 (Jam) 6. 야유회 (feat. Zico) 7. 있어줘 (feat. Lydia Peak) 8. 도돌이표 9. 주민신고 (feat. SWAY D) 10. 먹고하고자고 (Eat Pray Love) 11. 겨울이오면 (Waiting for Exhale) | 12             |

### Extended play (EP)
| Título              | Detalhes do álbum                             | Lista de faixas |
| ------------------- | --------------------------------------------- | --- |
| Love Is Enlightened | - Lançado em: 2007 - Gravadora: Ameba Cultura | Track listing 1. Heartbreaker (feat. 김종완 of Nell) 2. 기름과 물처럼 우린 섞일 수 없는 운명 (feat. 박화요비) 3. 난 미쳤다 (feat. 박정은 & Dave Lopez of Flipsyde) 4. 복잡해 5. 난 미쳤다 (feat. 박정은 & Dave Lopez of Flipsyde) (acoustic version) |